# Teresa Carbó Comas
Teresa Carbó Comas (Bagur, 15 de diciembre de 1908-Le Soler, 17 de octubre de 2010) fue una maestra, activista y política española; militante de la Federación Comunista Catalano-Balear, del Bloque Obrero y Campesino y del Partido Obrero de Unificación Marxista, y una docente esperantista muy vinculada a Palafrugell. También fue organizadora del Socorro Rojo, y miembro de la resistencia antifranquista durante el exilio.

## Biografía
Aunque nació en Bagur, de muy pequeña se trasladó con su familia a Palafrugell, donde pasó la infancia y parte de la juventud. En 1922, con solo catorce años, entró a trabajar en una fábrica de tapones de corcho, y comenzó a contactarse con el obrerismo organizado. Se inició en el esperantismo durante la dictadura de Primo de Rivera. Se casó civilmente en 1928, con Esteve Morell, y ellos dos fueron fundadores de una escuela esperantista en Barcelona, en el barrio de Sants donde vivieron, en el marco de la Cooperativa La Flor de Maig.
Durante la guerra, Teresa Carbó iba a los hospitales y ayudaba en diferentes tareas (fichas de los heridos, aviso a las familias, ropa...). Llevó una manta y comida a Andreu Nin cuando lo detuvieron después de los hechos de mayo del 1937, siendo así la última persona en verlo vivo. Ella misma estuvo tres meses y medio detenida, primero en el hotel Falcón y luego en la cárcel de mujeres. Su marido, afiliado a la Unión General de Trabajadores, también fue detenido.
En 1939, se exiliaron en Francia, en Toulouse. Allí, Teresa colaboró con la Resistencia contra los nazis, bajo las órdenes de Josep Rovira i Canals, habiendo constancias de que su casa era un lugar de estancia para los miembros que trabajaban en la red de evasión, del grupo "Martin" del I.S. Su compañero fue arrestado por las SS y encerrado en un campo de concentración de Alemania, de donde no volvió. Así, viuda, y finalizada la Segunda Guerra Mundial, se fue con el hijo pequeño a América del Sur (mientras el mayor permaneció en Francia). Vivieron así en el Departamento de Santa Cruz (Bolivia) y luego en Sao Paulo (Brasil) y finalmente volvieron a Francia, instalándose en París. Después de la muerte del dictador Franco, Teresa volvió a vivir en Palafrugell (años setenta y ochenta).
En 1988 se trasladó a una residencia en Le Soler, propiedad en Perpiñán, donde moriría el 17 de octubre de 2010, a los ciento un años de edad.
Su fondo documental se conserva en el Archivo Municipal de Palafrugell.